# اکبر حسین
اکبر حسین (۱۸ ژانویهٔ ۱۹۴۱–۲۵ ژوئن ۲۰۰۶) یک سیاست‌مدار اهل بنگلادش و عضو حزب ملی بنگلادش بود. او در دوره‌های مختلف به عنوان وزیر کشتیرانی، وزیر محیط‌زیست و جنگل‌ها، و وزیر نفت و منابع طبیعی فعالیت کرد.